# Indiaas-Pakistaanse Oorlog van 1971
De Indiaas-Pakistaanse Oorlog van 1971 was een gewapend conflict tussen India en Pakistan.

## Achtergrond
Bij de deling van Brits-Indië in augustus 1947 was besloten om het gebied op te delen volgens godsdienst: India was overwegend hindoeïstisch en Pakistan overwegend islamitisch. Daardoor bestond Pakistan uit niet aan elkaar grenzende delen: een deel ten westen van India (Urdusprekend) en een deel ten oosten van India (Bengaalstalig). Beide delen lagen 1500 kilometer van elkaar. Oost-Pakistan was rijk aan aardgas. India en Pakistan hadden eerder de Eerste Kasjmiroorlog en de Tweede Kasjmiroorlog uitgevochten.
Nota bene: in dit artikel worden de delen van Pakistan als Oost-Pakistan en West-Pakistan bestempeld. Officieel ging het om één land met de naam Pakistan.

## Aanloop

### Verkiezingen
Op 7 maart eiste sjeik Mujibur Rahman op een massabijeenkomst van een miljoen mensen Oost-Pakistaanse onafhankelijkheid. Bij de verkiezingen van 1970 veroverde zijn Awami Liga 167 van de 169 zetels in Oost-Pakistan. Ze hadden daarmee een meerderheid van de 313 zetels in het Pakistaanse parlement. Ali Bhutto, die in West-Pakistan de meeste stemmen had behaald, weigerde in te stemmen met de benoeming van Mujibur Rahman tot premier. Militair president generaal Yahya Khan zette op 25 maart 1971 vanuit West-Pakistan het leger in tegen de Oost-Pakistaanse hoofdstad Dhaka om het leger en de politie aldaar te ontwapenen. Mujibur Rahman werd gearresteerd en naar West-Pakistan afgevoerd. Zijn Awami Liga werd buiten de wet gesteld. Het West-Pakistaanse leger richtte een genocide aan, waarbij tussen 300.000 en 3 miljoen mensen het leven lieten. Vooral leden van de hindoeïstische minderheid, maar ook intellectuelen en jonge mannen, werden het slachtoffer.

### Onafhankelijkheid
Majoor Ziaur Rahman las op 27 maart 1971 op de radio de onafhankelijkheidsverklaring van Oost-Pakistan ten opzichte van West-Pakistan voor. Verschillende Oost-Pakistaanse legereenheden sloten zich aan bij het streven naar onafhankelijkheid. De kopstukken vluchtten naar India en vormden er een regering in ballingschap. Op 17 april werd vanuit Calcutta de soevereine Volksrepubliek Bangladesh uitgeroepen door leiders van de Awami Liga.

### India steunt Oost-Pakistan
De Indiase eerste minister Indira Gandhi, die persoonlijk bevriend was met Mujibur Rahman, zegde meteen volle steun toe aan de onafhankelijkheidsstrijd. Tien miljoen mensen, voornamelijk Hindoes, vluchtten naar India voor het wrede optreden van het West-Pakistaanse leger in Oost-Pakistan. In vluchtelingenkampen in India werden Mukti Bahini-guerrilla's gerekruteerd en geoefend. India leverde hen steun en wapens. Verder verbood India vanaf 15 maart alle buitenlandse militaire vliegtuigen boven haar luchtruim om het overvliegen van troepen naar Oost-Pakistan te voorkomen.

### Buitenlandse steun
De Verenigde Staten onder president Richard Nixon en minister Henry Kissinger waren een bondgenoot van West-Pakistan en leverden wapens via Jordanië en Iran. Indira Gandhi bezocht Europa in de herfst van 1971 en wist het Verenigd Koninkrijk en Frankrijk te overtuigen om resoluties ten gunste van West-Pakistan te blokkeren in de Veiligheidsraad van de Verenigde Naties. Op 9 augustus sloot Indira Gandhi een verdrag met de Sovjet-Unie. Dit verkleinde de kans dat China, een traditionele bondgenoot van West-Pakistan, zich in het conflict zou mengen. China en India hadden in 1962 de Chinees-Indiase Oorlog uitgevochten.

### Dreiging
In november trok India troepen samen aan de grens met Oost-Pakistan. Een Indiaas offensief had meer kans van slagen in de winter, omdat de drassige wegen in Oost-Pakistan dan droger zouden zijn en omdat de bergpassen van de Himalaya dan ontoegankelijk zouden zijn, hetgeen Chinese inmenging moeilijker zou maken. Op 22 november werden de eerste gevechten tussen troepen van India en West-Pakistan gemeld. Op 23 november riep Yahya Khan de noodtoestand uit in heel Pakistan.

## Oorlog

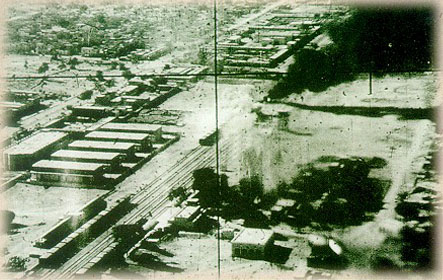
Luchtaanval van de Indiase luchtmacht op West-Pakistan

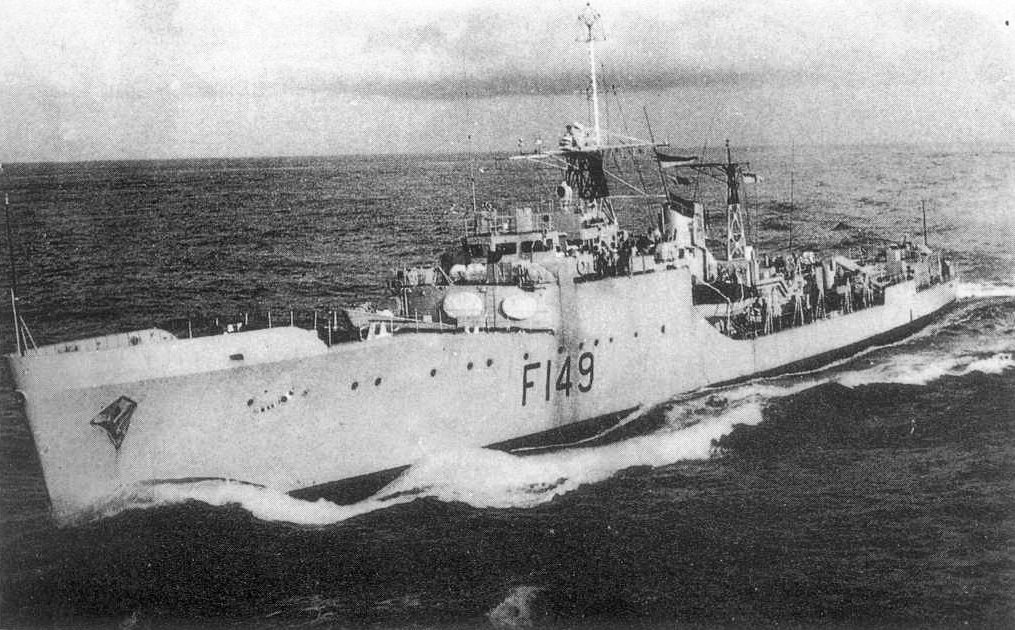
De INS Khukri

Op zondag 3 december 1971 om 17:30 gaf Yahya Khan bevel aan de West-Pakistaanse luchtmacht om acht vliegvelden in het noordwesten van India (waaronder Agra) aan te vallen met 50 bommenwerpers. Vanaf middernacht lanceerde India een tegenaanval in de lucht en over land tegen het West-Pakistaanse leger in Oost-Pakistan. De strijd verliep voordelig voor India en na veertien dagen werd de hoofdstad Dhaka ingenomen door het Indiase leger. Yahya Khan viel India aan vanuit het westen. India lanceerde in het westen een tegenoffensief en veroverde daarbij West-Pakistaans grondgebied. De Indiase zeemacht viel de haven van Karachi aan en bracht er een mijnenveger en twee torpedobootjagers tot zinken. De Indiase luchtmacht vloog 4000 missies boven West-Pakistan. De West-Pakistaanse luchtmacht kon daar weinig tegen in brengen, vooral door moeilijkheden met het technisch grondpersoneel. Langs Pakistaanse kant vielen 5 tot 6000 doden en waren er 6 tot 7000 vermiste soldaten. Verder werden 86 vliegtuigen en 226 tanks verloren.
Volgens officiële cijfers waren er 2307 doden, 2163 vermisten en 6163 gewonden aan Indiase zijde. Tijdens de oorlog vond de eerste torpedering door een onderzeeboot in een oorlog na de Tweede Wereldoorlog plaats toen het Indiase fregat INS Khukri door de Pakistaanse onderzeeboot PNS Hangor tot zinken werd gebracht. Verder meldde India het verlies van 42 vliegtuigen en 81 tanks.

### Verschijnen van Amerikaanse en Sovjet nucleaire bewapening
Op 11 december verscheen een eskader rond het nucleair bewapende Amerikaanse vliegdekschip USS Enterprise in de Golf van Bengalen. Kort daarop verschenen nucleair bewapende Sovjetoorlogsschepen en ook een nucleaire onderzeeboot vanuit Vladivostok in de Indische Oceaan.

## Overgave
Op 16 december gaf luitenant-generaal Niazi van het West-Pakistaanse leger in Oost-Pakistan zich onvoorwaardelijk over. 's Anderendaags werd er door Pakistan een wapenstilstand op het westelijk front aangenomen. 90.000 krijgsgevangenen werden naar kampen in India gevoerd. Oost-Pakistan werd als Bangladesh onafhankelijk. India gaf het op West-Pakistan veroverde gebied terug. Pakistan liet Mujibur Rahman vrij. Hij kwam op 10 januari 1972 terug in Dhaka. De nederlaag van het leger leidde tot volksprotest in West-Pakistan en op 20 december tot het ontslag van Yahya Khan.

## Nasleep
Inmiddels zijn beide landen kernmachten.
India, dat al aan de ontwikkeling van kernwapens werkte, deed op 18 mei 1974 zijn eerste geslaagde kernproef, Smiling Buddha. Dit was tezamen met de Indiaas-Pakistaanse Oorlog van 1971 een belangrijke reden voor de ontwikkeling van kernwapens door Pakistan. Abdul Qadir Khan, die nucleaire kennis uit Nederland zou stelen ten behoeve van deze ontwikkeling, verklaarde later dat hij hier volstrekt geen spijt van had en greep hierbij de Indiaas-Pakistaanse Oorlog van 1971 (waarbij zijn land werd 'gehalveerd') als hoofdreden aan.
In 1998 deed ook Pakistan een kernproef. Voor Pakistan is het bezit van kernwapens zeer belangrijk, omdat het vreest India met conventionele wapens niet te kunnen verslaan. In de meeste conventionele conflicten is India de sterkere gebleken. Met kernwapens kan Pakistan echter op gelijke voet met India komen. Pakistan heeft dan ook, in tegenstelling tot India, geen 'no first use' afgekondigd en behoudt zich te allen tijde het recht voor nucleaire wapens te gebruiken. Aangenomen wordt dat dit het geval zal zijn indien Pakistan een zware nederlaag lijdt of indien het zelf met een kernwapen wordt aangevallen.
Sinds zowel India als Pakistan kernmachten zijn, zijn grootschalige militaire conflicten niet meer voorgekomen.